# Municípios da Finlândia

Os municípios da Finlândia, com as cidades a negrito.

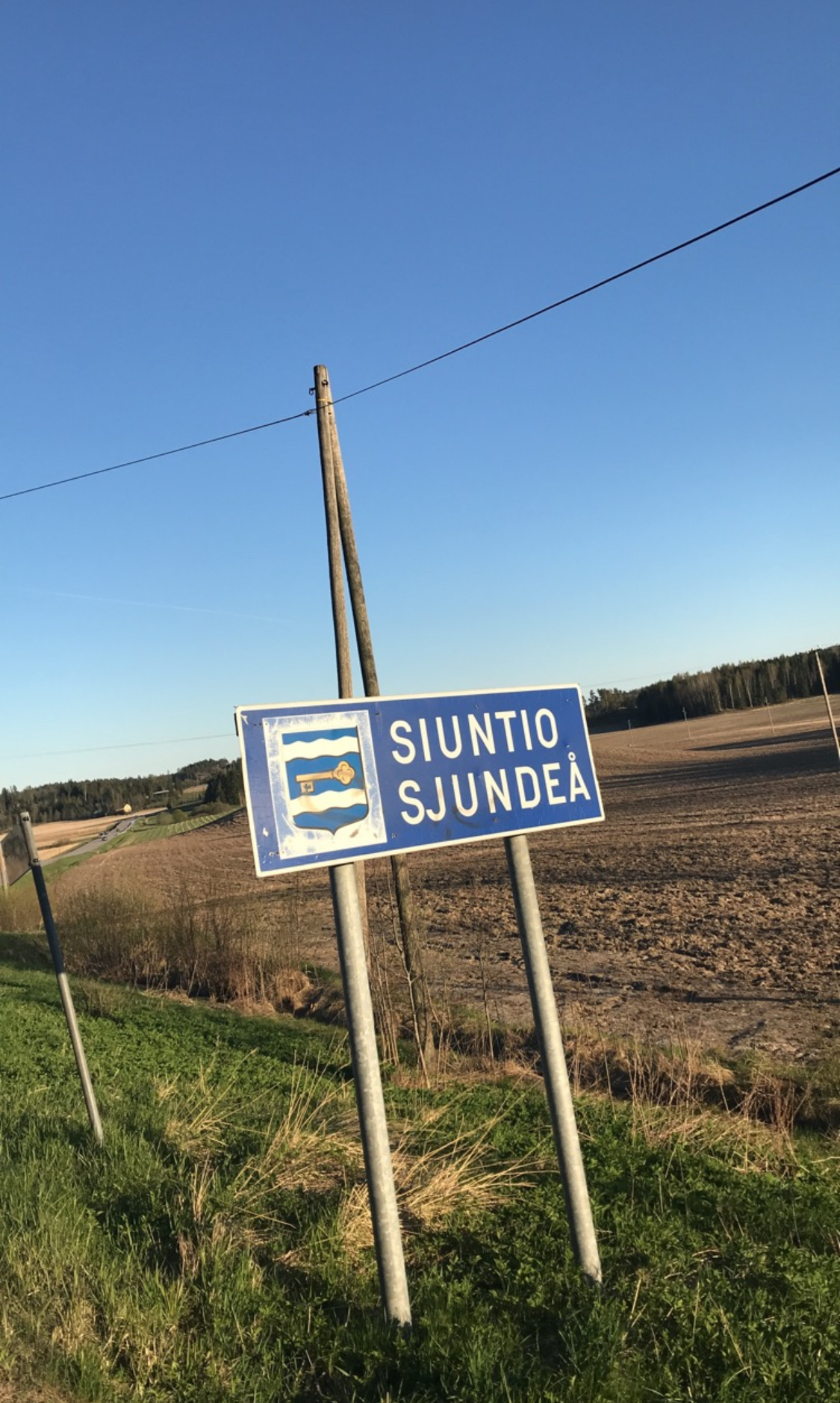
Siuntio/Sjundeå - um município bilingue da Finlândia.

Os municípios ou comunas (finlandês: kunta, sueco: kommun) são as unidades administrativas locais da Finlândia.
O país está dividido em 308 municípios (2025), responsáveis pela prestação de serviços básicos aos seus habitantes.
Um município pode autodenominar-se cidade (finlandês: kaupunki, sueco: stad) se considerar que preenche os requisitos de uma comunidade urbana, não implicando isso todavia nenhuma diferença de estatuto, direitos ou deveres.

## Línguas dos municípios
Os municípios são a unidade básica da divisão linguística.
                                                                                                                 Os municípios monolingues (finlandês: yksikielinen, sueco: enspråkiga) prestam serviços na sua língua materna, o finlandês ou o sueco. Um município é considerado monolingue mesmo que haja uma minoria, desde que esta seja inferior a 6%.
                                                                                        Os municípios bilingues (finlandês: kaksikielinen, sueco: tvåspråkiga) são obrigados a fornecer serviços em ambas as línguas. Um município é considerado bilingue se tiver habitantes que falam finlandês e sueco, e se a minoria constituir pelo menos oito por cento dos habitantes ou pelo menos 3.000 habitantes.
                                                                                                                             A Lei das Línguas (finlandês: Kielilaki, sueco: Språklag) aplica-se apenas ao finlandês e ao sueco, mas as comunas com população sámi, devem prestar serviços na língua sámi.

## Responsabilidades dos municípios
Os municípios são responsáveis, entre outras coisas, pela educação, saúde, seviços sociais, ordenamento do território e proteção civil, bem como pela gestão das vias de comunicação, das redes de água e esgotos, das zonas de lazer e dos portos. São igualmente responsáveis pelo emprego e pela promoção de condições favoráveis à economia local.                                  Cerca de 50% do financiamento municipal é feito através de impostos locais de forma proporcional.

Muitos serviços locais e regionais da Finlândia são realizados por ”comunidades intercomunais” (samkommuner), onde vários municípios atuam em conjunto, tal como é o caso de muitas instituições de ensino e hospitais.

## Organização dos municípios
O poder legislativo é exercido por uma assembleia municipal (finlandês: kunnanvaltuusto, sueco: kommunfullmäktige), eleita por sufrágio direto e universal (finlandês: kuntavaalit, sueco: kommunalval) de quatro em quatro anos, e o poder executivo por uma câmara municipal (br: prefeitura) (finlandês: kunnanhallitus, sueco: kommunstyrelsen), eleita pela assembleia municipal.

## Os 20 municípios com mais população
| Brasão | Nome finlandês | Nome sueco    | Região               |
| ------ | -------------- | ------------- | -------------------- |
|        | Helsinki       | Helsingfors   | Uusimaa              |
|        | Espoo          | Esbo          | Uusimaa              |
|        | Tampere        | Tammerfors    | Pirkanmaa            |
|        | Vantaa         | Vanda         | Uusimaa              |
|        | Oulu           | Uleåborg      | Ostrobótnia do Norte |
|        | Turku          | Åbo           | Finlândia Própria    |
|        | Jyväskylä      |               | Finlândia Central    |
|        | Kuopio         |               | Savônia do Norte     |
|        | Lahti          | Lahtis        | Päijänne Tavastia    |
|        | Pori           | Björneborg    | Satakunta            |
|        | Kouvola        |               | Kymenlaakso          |
|        | Joensuu        |               | Carélia do Norte     |
|        | Lappeenranta   | Villmanstrand | Carélia do Sul       |
|        | Hämeenlinna    | Tavastehus    | Taváscia Própria     |
|        | Vaasa          | Vasa          | Ostrobótnia          |
|        | Seinäjoki      | Östermyra     | Ostrobótnia do Sul   |
|        | Rovaniemi      |               | Lapónia              |
|        | Mikkeli        | Sankt Michel  | Savônia do Sul       |
|        | Salo           |               | Finlândia Própria    |
|        | Kotka          |               | Kymenlaakso          |